# 治道村
治道村（はるみちむら）は奈良県北西部、添上郡に属していた村。現在は大和郡山市の一部。

## 歴史
- 1889年（明治22年）4月1日 - 町村制の施行により、添上郡 白土村, 石川村, 横田村, 櫟枝村, 発志院村, 中城村, 山辺郡 新庄村, 添下郡 番条村, 伊豆七条村が合併し治道村が成立。
- 1953年（昭和28年）12月10日 - 郡山町に編入され、消滅。